# Los Angeles Sharks
Die Los Angeles Sharks waren ein Eishockeyteam aus Los Angeles, Kalifornien, das von 1972 bis 1974 in der nordamerikanischen World Hockey Association (WHA) aktiv war. 1974 zog das Team nach Detroit um und spielte dort als Michigan Stags.

## Geschichte
Los Angeles zählte zu den Städten, die bereits zur Gründung der WHA als Standort eingeplant waren. Das Franchise sollte eigentlich Aces heißen. Mit einem zweiten Team in San Francisco wollte man den beiden in Kalifornien ansässigen NHL-Teams Paroli bieten. Als das für San Francisco vorgesehene Team vor Beginn des Spielbetriebs nach Québec verlegt wurde, waren die nächstgelegenen WHA-Teams in Houston und Edmonton. Man änderte den Teamnamen in Sharks. Als Stadion diente die 14.700 Zuschauer fassende Los Angeles Sports Arena. Vier Spiele in der ersten Saison wurden in der Long Beach Arena ausgetragen, die 11.325 Zuschauern Platz bot.
Blickte man auf den Konkurrenten aus der NHL, die Los Angeles Kings, die fünf Jahre zuvor in die Stadt gekommen waren, so konnte man erahnen, wie schwer es war an diesem Standort Fans für ein neues Team zu begeistern. Das Management um den Ligenmitbegründer Dennis Murphy war das erste, das am 7. Januar 1972 mit Terry Slater einen Trainer und mit Steve Sutherland im Februar einen Spieler unter Vertrag nehmen konnte. Zu Saisonbeginn hatte man eine Mannschaft zusammengestellt, die ohne jeden Star auskommen musste. Keiner der Spieler konnte auf nennenswerte Erfolge in der NHL zurückblicken. Mit einem Zuschauerschnitt von knapp unter 6.000 lag man im Spitzenfeld der Liga und nur etwa um 1.000 hinter den Kings in der NHL. Bei einem Spiel an einem Sonntagvormittag im März 1973 gegen die Ottawa Nationals erreichte man sogar einmal 12.000 Zuschauer. Bester Scorer in der ersten Saison 1972/73 war Gary Veneruzzo, der es auf 73 Scorerpunkte brachte. Ein dritter Platz und die Qualifikation für die Playoffs war mehr, als man der Mannschaft zugetraut hatte. Auffällig war, dass das Team auswärts eine bessere Bilanz hatte, als zuhause.
Hoffnungsvoll startete man in die Saison 1973/74. Mit Marc Tardif hatte man von den Montreal Canadiens einen starken Angreifer verpflichtet, der mit 70 Punkten auch bester Scorer des Teams wurde. Bis Ende Januar waren die Leistungen durchwachsen, aber noch vertretbar. Der Sieg bei den Jersey Knights am 27. Januar war der letzte Auswärtssieg der Saison doch nicht nur die letzten 13 Auswärtsspiele gingen verloren, sondern auch 10 von 14 Spielen auf heimischen Eis. Die Folge waren nur 50 Punkte, weniger wie jedes andere Team in dieser Saison. Gegen Ende der Spielzeit wurde das Team an die aus Detroit stammenden Charles Nolton und John Shagena verkauft. Nur sieben Tage nach dem letzten Spieltag, noch während die anderen Teams in den Playoffs standen, gaben die neuen Besitzer den Umzug nach Detroit bekannt. Das Team sollte zukünftig Michigan Stags heißen.

## Teamrekorde
|                              | Name              | Anzahl                      |
| ---------------------------- | ----------------- | --------------------------- |
| Meiste Spiele                | Gary Veneruzzo    | 156 (in zwei Spielzeiten)   |
| Meiste Tore                  | Gary Veneruzzo    | 82                          |
| Meiste Vorlagen              | Jean-Paul LeBlanc | 96                          |
| Meiste Punkte                | Gary Veneruzzo    | 141 (82 Tore + 59 Vorlagen) |
| Meiste Strafminuten          | Steve Sutherland  | 280                         |
| Meiste Spiele eines Torwarts | Russ Gillow       | 56                          |
| Meiste Siege eines Torwarts  | Russ Gillow       | 21                          |
| Meiste Shutouts              | Russ Gillow       | 3                           |

## Bekannte Spieler
- Marc Tardif